# Чузик
Чу́зик (селькупск. Чуссо́б, селькупск. Кыно́л) — река в Парабельском районе Томской области России, левый исток Парабели.
Река берёт начало в Васюганских болотах; течёт на северо-восток, сливаясь с Кёнгой, образует реку Парабель (приток Оби).
Длина — 382 км, площадь водосборного бассейна — 9000 км². Среднемноголетний годовой сток: 30,5 м³/сек, 0,9 км³/год.
Течение крайне извилистое; река неширока и неглубока, рыбная и доступная для мелких лодок, протекает по таёжно-лесистой местности. По ней есть заимки старообрядцев, занимающихся земледелием, скотоводством и рыболовством. Из многочисленных притоков наиболее значительная река Комбарс.
Населённые пункты — Львовка (нежил.), Шерстобитово (нежил.), Калининск, Пудино, Большой Скит, Павло-Югино, Осипово, Горелый Яр, Усть-Чузик, Кедровый.